# 24 juin aux Jeux méditerranéens de 2022
Le vendredi 24 juin aux Jeux méditerranéens de 2022 est le premier jour de compétition. Ce jour se déroule 1 jour avant l'ouverture officielle des Jeux méditerranéens.

## Faits marquants
Le water-polo sera la première discipline sportive qui commencera ces Jeux méditerranéens de 2022. Le coup d'envoi du premier match se déroulera à 10h00 entre la Slovénie et le Portugal.

## Programme
| Heure UTC+1 (Oran)                            |               |
| bleu                                          | Cérémonie     |
| neutre                                        | Épreuve       |
| or                                            | Finale        |
| orange                                        | Petite finale |
| rose                                          | Reporté       |
| gris                                          | Annulé        |
| Compétition masculine                         | Hommes        |
| Compétition féminine                          | Femmes        |
| Compétition mixte (hommes et femmes mélangés) | Mixte         |
| Compétition en couple (1 homme et 1 femme)    | Couple        |
| modifier                                      |               |

| Horaire | Discipline Spécialité | Discipline Spécialité       | Discipline Spécialité | Phase                      | Résultats                | Références |
| ------- | --------------------- | --------------------------- | --------------------- | -------------------------- | ------------------------ | ---------- |
| 10 h 00 |                       | Water-polo Tournoi masculin | Compétition hommes    | Tour Préliminaire Groupe B | Slovénie 18 - 5 Portugal | ,          |
| 12 h 00 |                       | Water-polo Tournoi masculin | Compétition hommes    | Tour Préliminaire Groupe B | France 8 - 16 Monténégro | ,          |
| 16 h 00 |                       | Water-polo Tournoi masculin | Compétition hommes    | Tour Préliminaire Groupe A | Grèce 11 - 12 Espagne    | ,          |
| 18 h 00 |                       | Water-polo Tournoi masculin | Compétition hommes    | Tour Préliminaire Groupe A | Turquie 2 - 13 Italie    | ,          |